# Louis Nègre (homme politique, 1854-1943)
Pour les articles homonymes, voir Nègre (homonymie).
Louis Nègre, né le 13 mai 1854 à Montpellier (Hérault) et mort le 22 décembre 1943 à Montpellier, est un homme politique français.

## Biographie
Avocat à Montpellier, il est rapidement bâtonnier de l'ordre. Dès 1892, il est conseiller général du canton des Matelles jusqu'en 1940, mais ce n'est qu'en 1906 qu'il est élu sénateur. Il siège au groupe de la Gauche démocratique et ne se représente pas en 1920, reprenant son métier d'avocat.

## Source
- « Louis Nègre (homme politique, 1854-1943) », dans le Dictionnaire des parlementaires français (1889-1940), sous la direction de Jean Jolly, PUF, 1960 [détail de l’édition]